# Wiktor Żwikiewicz
Wiktor Żwikiewicz (Bydgoszcz, 1950. március 19.) lengyel tudományos-fantasztikus író.

## Élete
A Geodéziai Technikumban végzett, 1971 és 1975 közt a Bydgoszczi Geodéziai és Térképészeti Vállalatnál dolgozott. 1975 és 1979 közt a Próba nevű diákszínházban tevékenykedett mint forgatókönyvíró, rendező és színész. Később a bydgoszczi Lengyel Színházban mint reklámszakember dolgozott. 
1979-ben szülővárosában megalapította a helyi sci-fi klubot Maskon névvel. Első novellája, a Zerwane ogniwo 1971-ben jelent meg a Młody Technika című magazinban. Alkotásai olyan lapokban jelentek meg, mint a Nurt, Problemy és a  Przegląd Techniczny. Több gyűjteményes kötet is megjelentette néhány elbeszélését: Kroki w nieznane, Wołanie na Mlecznej Drodze, Stało się jutro, Wehikuł wyobraźni és a Gość z głębin.  
Könyvei borítóját és illusztrációit ő maga készíti. Művei témája leggyakrabban az ember extrém helyzetekben való viselkedésével foglalkoznak, ontológiai kérdéseket vetnek fel. Üzenetük általában kétértelmű. Munkáit bolgár, cseh, német, orosz, szlovák és magyar nyelvre fordították le. 2007-ben a Science Fiction című lengyel lap hösszú interjút közölt vele, partnere Marek Żelkowski volt. Mindkét szerző könyvismertető sarkot vezet az SFFH című havilapban Żerowisko na Żwirowisku. A két szerző jegyzi a kéthetente az Internet Radio Paranormalium internetes rádión sugárzott Bibliotekarium című műsort is. Żwikiewicz jelenleg több, még kiadatlan könyvön is dolgozik. 

## Magyarul megjelent művei
- Égi gyújtogatók (novella, Galaktika 41., utánközlés: Galaktika 214., 2008)
- Találkozás (novella, Robur 6., 1985)

## Fordítás
- Ez a szócikk részben vagy egészben  a   Wiktor Żwikiewicz című lengyel Wikipédia-szócikk ezen változatának fordításán alapul.  Az eredeti cikk szerkesztőit annak laptörténete sorolja fel. Ez a jelzés csupán a megfogalmazás eredetét és a szerzői jogokat jelzi, nem szolgál a cikkben szereplő információk forrásmegjelöléseként.